# 中區 (首爾特別市)
中區（韩语：／ Jung gu）是大韓民國首都首爾特別市的都心部份，位於漢江以北的中心地帶，是過去韓國的政治和文化中心。南部的南山、首爾塔都是市民休憩的場所。

## 歷史
中區從朝鮮王朝於1395年在首爾建都，都城一直都在中區，與接鄰的鐘路區一直都是首都一帶最發達的區域。朝鮮被日本吞併後，由於都城的重要性日增，所以其範圍不斷擴張。到1943年時，以都城地區為基礎的中區設立誕生。
大韓民國成立後，中區的區域都沒有變動，直到1975年10月1日，從西大門區、城東區及龍山區拼入部份地區，使中區的面積增長1.5倍。

## 行政區劃

行政區劃圖

在行政區幾經統合之下，現時中區在行政上分為15個洞：
- 小公洞
- 會賢洞
- 明洞
- 筆洞
- 獎忠洞
- 光熙洞
- 乙支路洞
- 新堂1洞
- 新堂2洞
- 新堂3洞
- 新堂4洞
- 新堂5洞
- 新堂6洞
- 黃鶴洞
- 中林洞

## 大使館
下列國家的駐韓國大使館設於此區
- 玻利维亚
- 柬埔寨
- 加拿大
- 智利
- 中國
- 丹麦
- 薩爾瓦多
- 爱沙尼亚
- 法國
- 德国
- 希腊
- 几内亚
- 立陶宛
- 荷蘭
- 新西兰
- 尼加拉瓜
- 挪威
- 巴拉圭
- 秘魯
- 俄羅斯
- 塞内加尔
- 塞爾維亞
- 新加坡
- 斯里蘭卡
- 瑞典
- 土耳其
- 英国
- 乌拉圭

## 教育

### 大学
- 东国大学
- 首爾大学
- 梨花女子大学
- 秋溪藝術大學
- 中央大學
- 檀國大學
- 大韓大學
- 同德女子大學
- 德成女子大學
- 韓國外國語大學
- 漢陽大學
- 韓榮神學大學
- 弘益大學
- 國際產業Design大學
- 中央僧伽大學
- 韓國產業研究院附設學校
- 啟明大學
- 基督教神學大學
- 国立医療院看護大学

## 旅遊
- 南大門
- 南大門市場
- 明洞
- 明洞聖堂
- 貞洞大韓聖公會主教座聖堂
- 南山
- N首爾塔
- 首爾廣場
- 德壽宮
- 韓屋村
- 東大門
- 威斯汀朝鮮酒店
- 新羅酒店

## 交通

### 鐵路
首爾交通公社
- ●首都圈電鐵1號線：市廳站 - 首爾站
- ●首爾地鐵2號線：市廳站 - 乙支路入口站 - 乙支路3街站 - 乙支路4街站 - 東大門歷史文化公園站 - 新堂站
- ●首都圈電鐵3號線：乙支路3街站 - 忠武路站 - 東國大學站 - 藥水站
- ●首都圈电铁4号线：東大門歷史文化公園站 - 忠武路站 - 明洞站 - 會賢站
- ●首都圈電鐵5號線：乙支路4街站 - 東大門歷史文化公園站 - 青丘站
- ●首尔地铁6号线：波堤嶺站 - 藥水站 - 青丘站 - 新堂站

韓國鐵道公社
- ●首都圈電鐵京義·中央線：首爾站

## 圖片

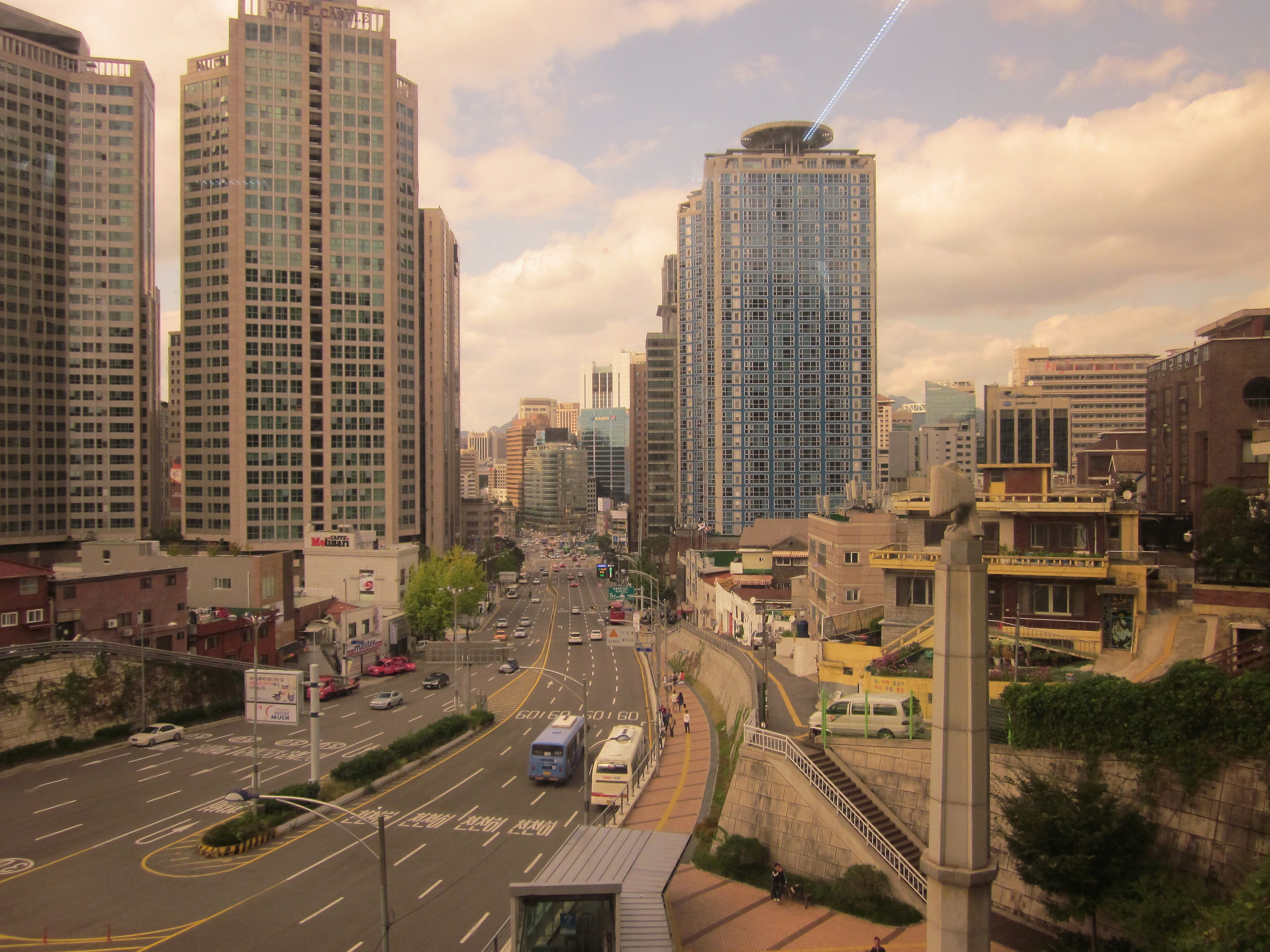
從大廈高處外望
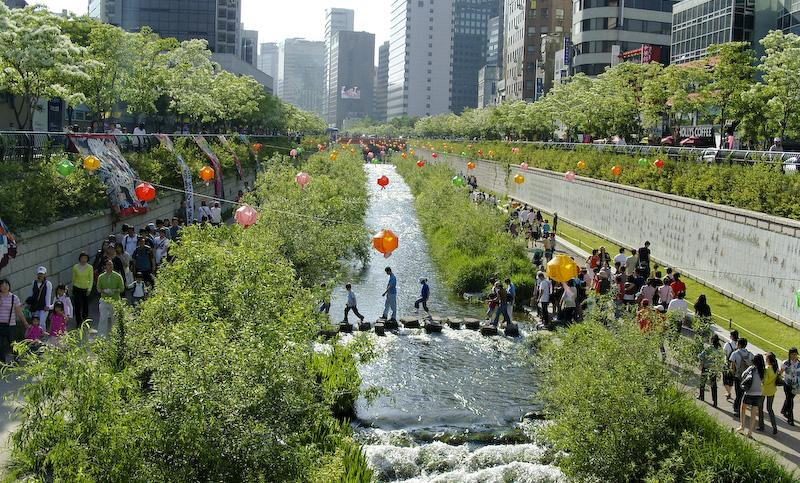
清溪川
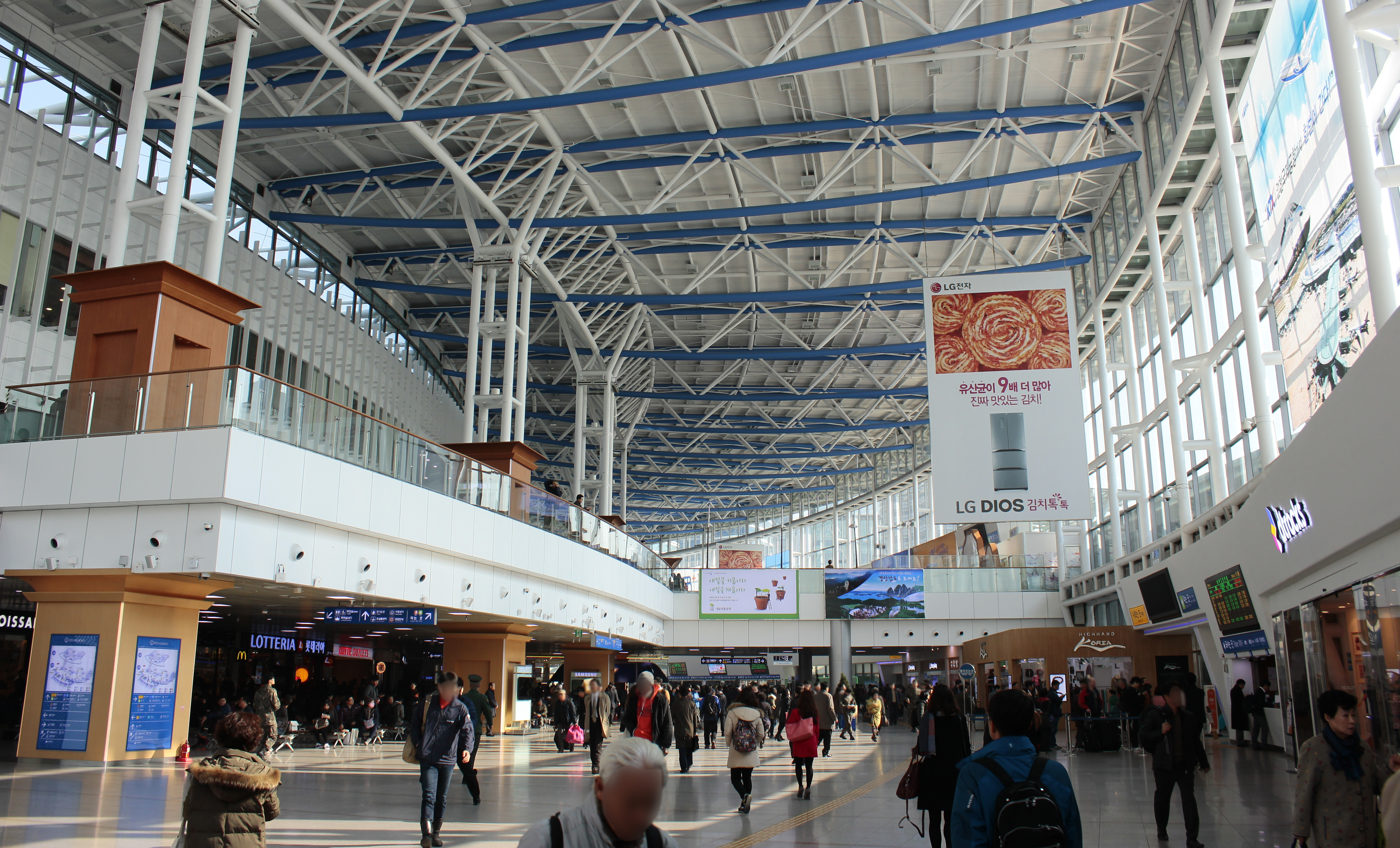
首尔站
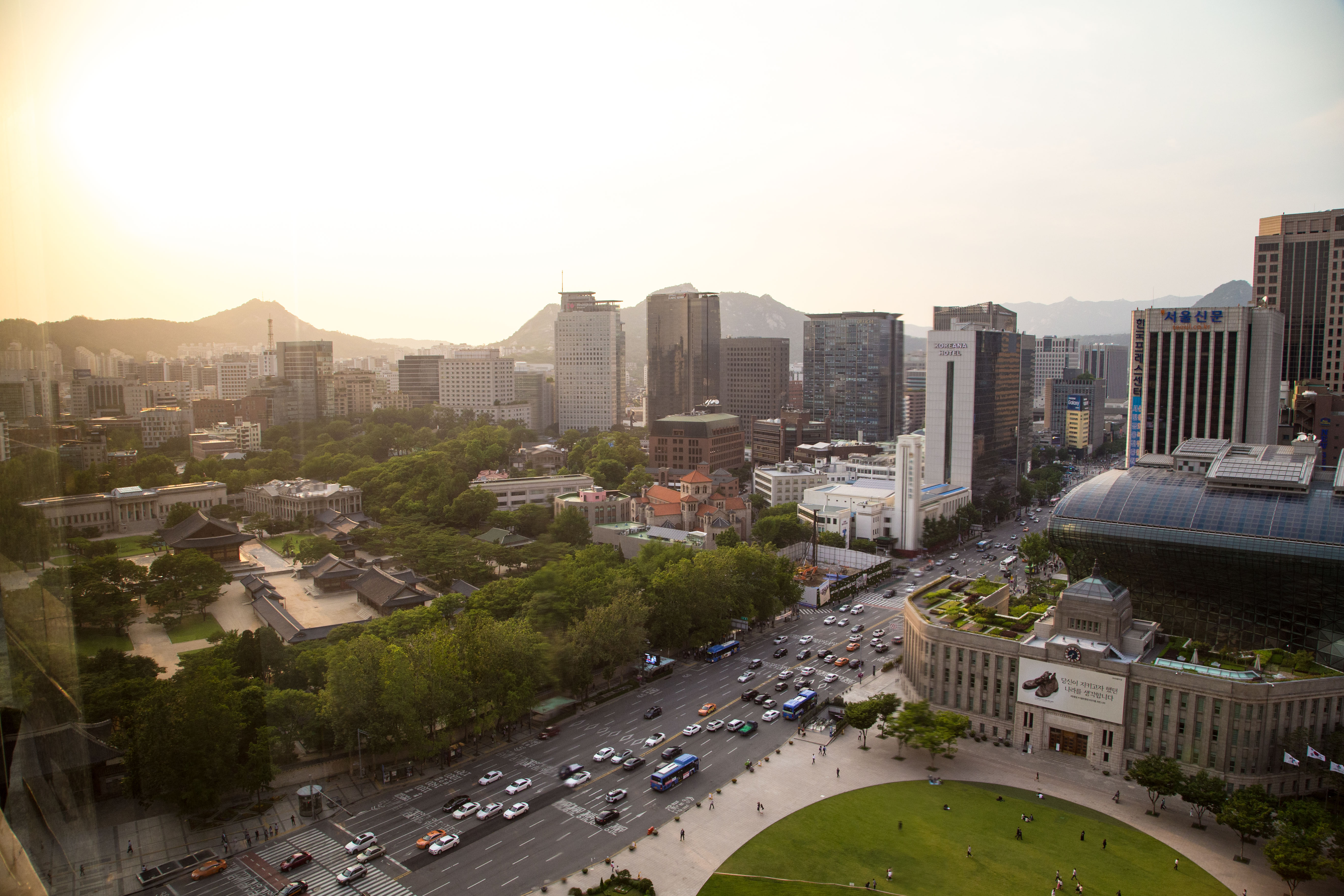
首尔广场
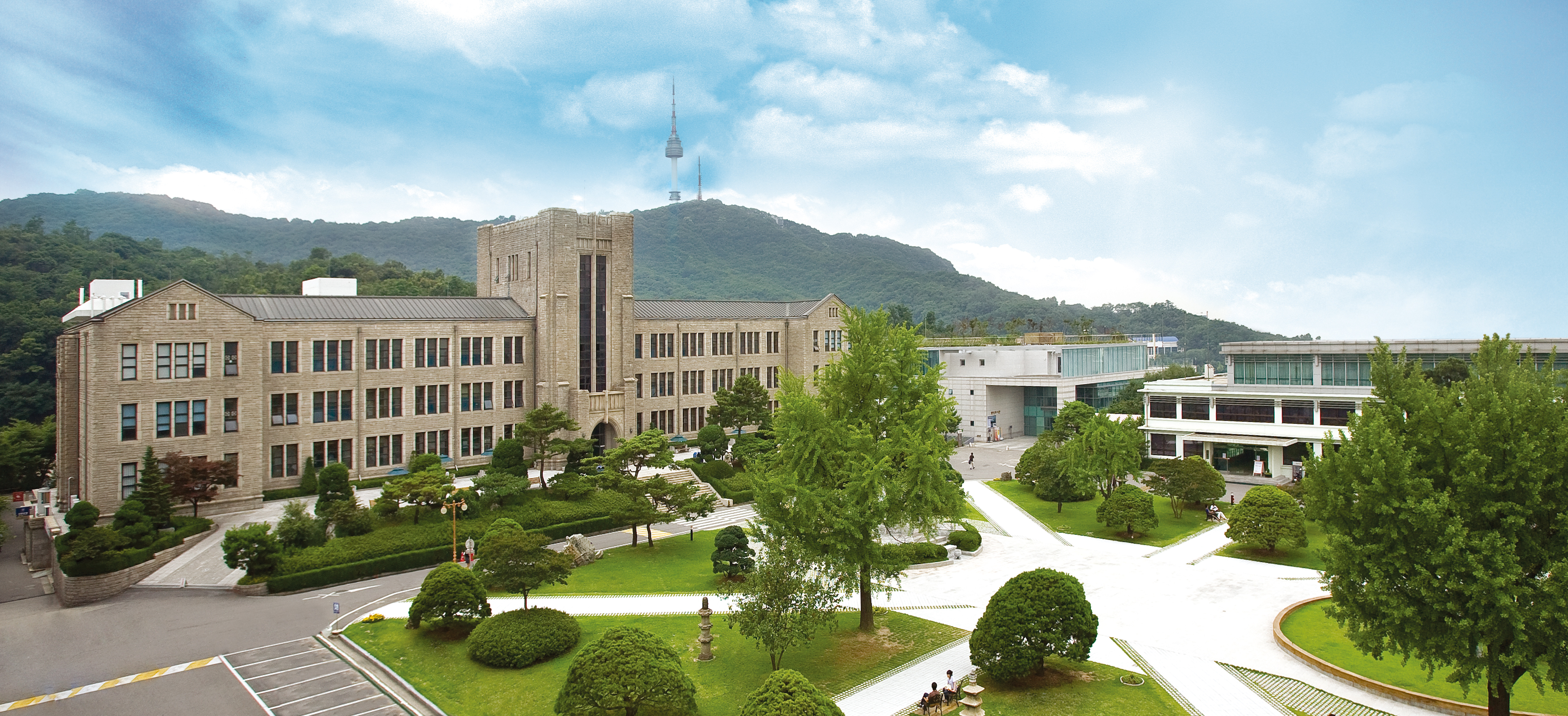
东国大学

## 外部連結
- 首爾中区官方網址